# Bogomil Pawlow
Bogomil Pawlow (* 18. Januar 1992) ist ein ehemaliger bulgarischer Skispringer.

## Werdegang
Pawlow startete das erste Mal international als Teil der bulgarischen Skisprungnationalmannschaft am 17. Februar 2007 in Zakopane im FIS Cup und schaffte es als 29. in den zweiten Durchgang. Am nächsten Tag wurde er 19. In dieser Saison nahm er auch an der wegen Schneemangels von Tarvisio nach Planica verlegten Juniorenweltmeisterschaft teil, verpasste aber als 59. den zweiten Durchgang deutlich. Im Sommer 2007 startete er erstmals im Continental Cup, verpasste aber den zweiten Durchgang immer deutlich. In den nächsten Winter startete er mit einem 39. Platz beim FIS Cup in Harrachov. Anschließend startete er wieder im Continental Cup, verpasste aber bei allen Springen den zweiten Durchgang deutlich. Bei den Junioren-Weltmeisterschaften in Zakopane wurde er im Einzel 66. und im Team 13. Im nächsten Winter startete er wieder im FIS Cup, verpasste aber bei jedem Springen den zweiten Durchgang. Bei der Junioren-Weltmeisterschaft in Štrbské Pleso wurde er 55. Im Sommer 2009 schaffte er es beim FIS Cup in Predazzo als 30. wieder in den zweiten Durchgang. Im südkoreanischen Alpensia Resort konnte er als 28. und 30. erstmals Continental-Cup-Punkte gewinnen. Am 4. Dezember 2009 sprang er in Lillehammer erstmals im Weltcup, verpasste aber als 61. die Qualifikation. Anschließend nahm er an weiteren Qualifikationen teil, schaffte aber kein einziges Mal die Qualifikation. Auch im Continental Cup holte er in diesem Winter keine Punkte. Bei der Junioren-Weltmeisterschaft 2010 in Hinterzarten belegte er den 57. Platz. Trotzdem wurde er für die Skiflug-Weltmeisterschaft 2010 nominiert, wo er als 46. der Qualifikation letzter wurde. Im Sommer 2010 konnte er im Continental Cup den zweiten Durchgang kein einziges Mal erreichen. Auch beim Alpencup in Kranj verpasste er als 64. und 66. den zweiten Durchgang. Bei der Nordischen Junioren-Skiweltmeisterschaft 2011 in Otepää erreichte er im Springen auf der Tehvandi-Schanze den 22. Platz.
Nach einer letzten Teilnahme an der Qualifikation für das Skisprung-Weltcupfinale in Planica im März 2011, bei der er sich mit Platz 56 nicht für den Wettbewerb qualifizieren konnte, beendete Pawlow seine aktive Sportlerkarriere.